# (1519) Kajaani
(1519) Kajaani es un asteroide perteneciente al cinturón de asteroides descubierto por Yrjö Väisälä desde el observatorio de Iso-Heikkilä, Finlandia, el 15 de octubre de 1938.

## Designación y nombre
Kajaani fue designado inicialmente como 1938 UB.
Posteriormente se nombró por la ciudad finesa de Kajaani.

## Características orbitales
Kajaani está situado a una distancia media del Sol de 3,124 ua, pudiendo acercarse hasta 2,371 ua. Su excentricidad es 0,2412 y la inclinación orbital 12,61°. Emplea en completar una órbita alrededor del Sol 2017 días.